# متیل‌ترانسفراز

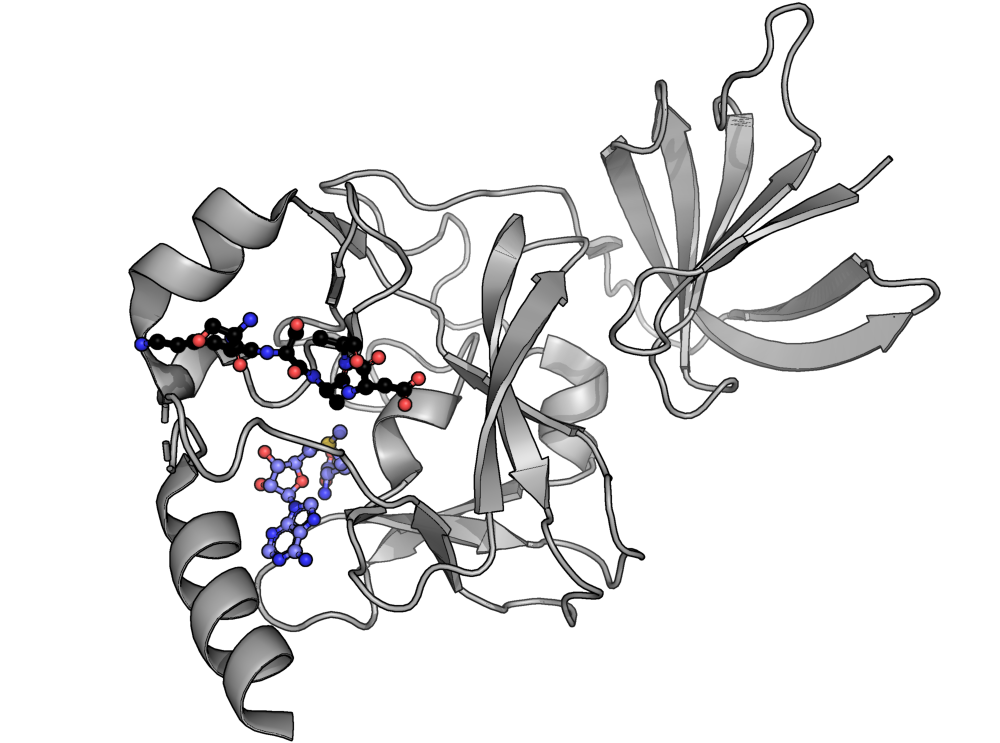
SET7/9، که یک نمونه از هیستون متیل‌ترانسفراز در کنار مولکول S-آدنوزیل متیونین (SAM) است (قرمز) و پپتیدی که در حال متیلاسیون است. (نارنجی. برگرفته از PDB فایل 4J83.)

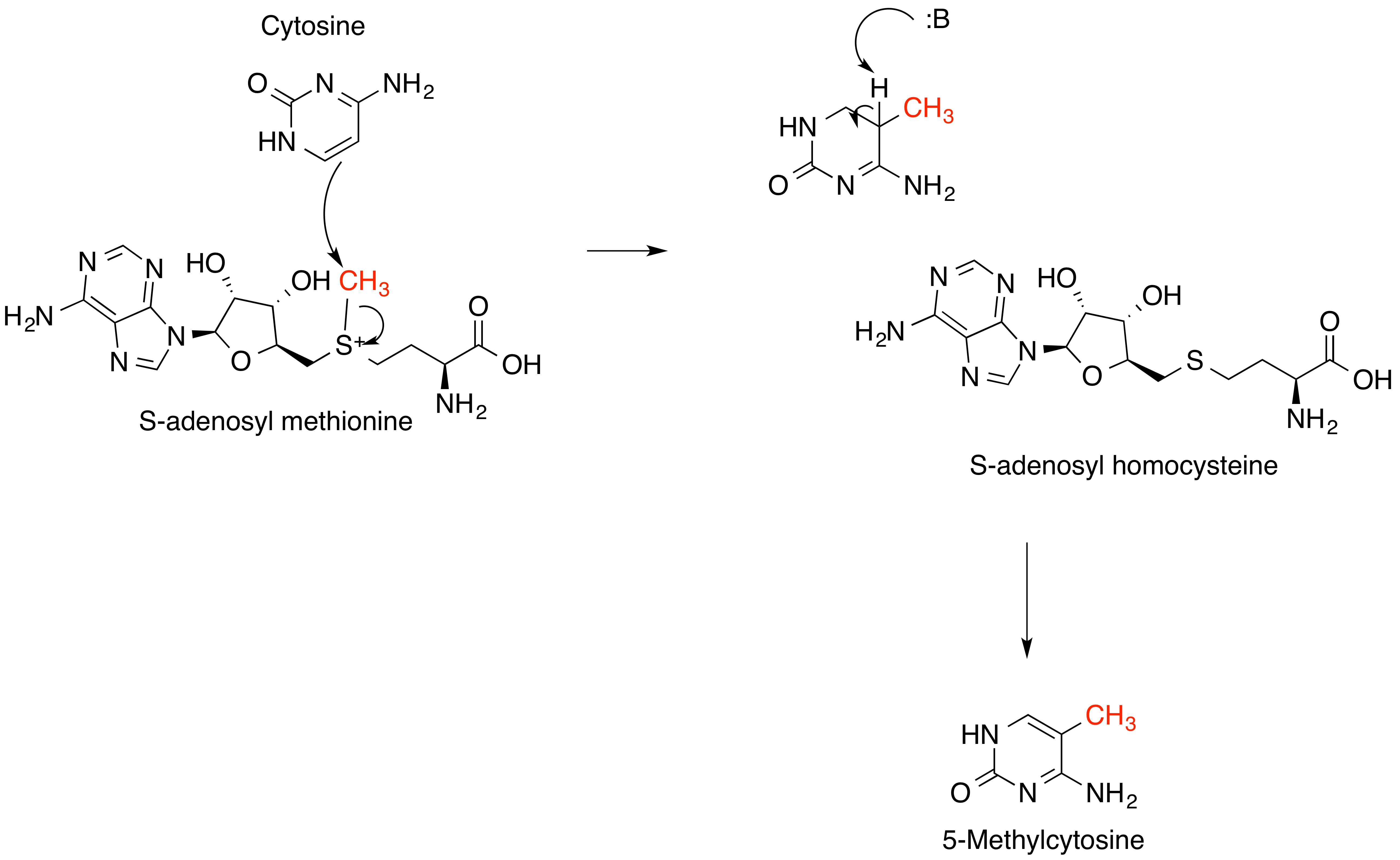
واکنش شبه SN2 متیل‌ترانسفراز. تنها کوفاکتور S-آدنوزیل متیونین (SAM) و باز نوکلئوتیدی سیتوزین جهت ساده‌تر شدن نمودار نشان داده شده‌اند.

متیل‌ترانسفرازها (انگلیسی: Methyltransferases) یک گروه بزرگ از آنزیم‌ها هستند که کارِ همگی‌شان متیل‌دار کردن سوبسترای خود است و بر حسب ویژگی‌های ساختمانی‌شان به چندین زیرگروه تقسیم می‌شوند. شایع‌ترین نوع این آنزیم‌ها «متیل‌ترانسفرازهای نوع ۱» هستند که در ساختمانشان یک «تاشدگی راسمان» دارند که موجب اتصال‌شان به S-آدنوزیل متیونین (SAM) می‌شود. «متیل‌ترانسفرازهای نوع ۲» دارای یک «دومِـین SET» هستند و «متیل‌ترانسفرازهای نوع ۳»، با غشاء سلول مرتبطند.
مکانیسم عمومی عملکرد متیل‌ترانسفرازها، تهاجم هسته‌دوستِ شبه SN2 است که طی آن، سولفور متیونین در نقش هسته‌دوست ظاهر می‌شود و گروه متیل را به سوبسترای آنزیم منتقل می‌کند. مولکول SAM هم طی این واکنش، به S-ادنوزیل-L-هوموسیستئین مبدل می‌شود.
این واکنش‌های شیمیایی آنزیمی در بسیاری از مسیرهای زیست‌حیاتی دیده می‌شود و در بروز برخی بیماری‌های ژنتیکی، سرطان‌ها و بیماری‌های متابولیک نقش دارند.